# Тбилиски язовир
Тбилиският язовир (на грузински: თბილისის წყალსაცავი) е голям язовир в Грузия, на 11,8 km североизточно от столицата Тбилиси. Наричан е още Тбилиско море.
Той е най-внушителният от трите големи водоема край Тбилиси, наред с Костенурковото езеро и Лиси.

## География
Язовирът е разположен на Йорското плато и влиза в чертите на Тбилиския национален парк, основан през 1975 г. Официално надморската височина, на която се намира е 535 m, около 100 m над нивото на река Кура при Стария град на Тбилиси. Нивото на повърхността на водата обаче, търпи сезонни колебания.
Дължината на язовира е около 9 km, ширината – 3 km, общата му площ – 11,6 km2. Средната му дълбочина е 26,6 m, а максималната – 45 m. Сезонните колебания на дълбочината са 7 – 10 m.

## Климат
Климатът е мек, континентален, умерено сух. Зимата е мека, с малко сняг и средна температура -10 °С. Лятото е топло, средната августовска температура е 24 °С. Средното годишно количество на валежите е 554 mm, а относителната влажност на въздуха – 66%. Продължителността на слънцегреенето през годината е 211 часа.
Температурата на водата се характеризира с голямо непостоянство – колебанието между най-ниската и най-високата е 18 °С. През юли и август тя достига до +26 °С и става привлекателна за отдих на туристи и почиващи. През зимата обикновено язовирът не замръзва, но съществуват и аномалии – през февруари 2012 г. той е скован в лед почти изцяло. Най-често с лед се покрива само малка ивица покрай брега.

## Води
Язовирът е създаден през 1951 г. на мястото на няколко неголеми солени езера – Авлабарско, Илгунианско и Кукийско. Предполага се, че в древността и трите езера са били част от руслото на река Кура. Захранва се основно от реките Йори и Арагви.
Водоемът се отнася към олиготрофния тип, т.е. беден е на соли и растителен планктон. В последно време обаче, при по-високи температури, се наблюдава явлението еутрофикация – увеличава се количеството на веществата, участващи в минералното хранене, и съответно се повишава биологичната продуктивност.
Водите на язовира се ползват за обезпечаването на Тбилиси с вода, за иригационни, риболовни и рекреативни цели. За целите на напояването е включен в Самгорската оросителна система.

## Отдих
Язовирът се ползва от туристи за летен отдих, въпреки че достъпът до южната му част е затруднен. До северната му част се достига с метрото, но до южната това може да стане само със собствен транспорт. През 2007 г. територията на парка е разширена за сметка на земи на горското стопанство. На живописните брегове са изградени хотели, къщи за гости, нови заведения, барове, кафенета и ресторанти. Околната територия е заета от гори и хвойнови горички. Водата е чиста и прозрачна, а на няколко участъка са организирани плажове. Част от брега е скалист и до водата се стига по камъни и има малко тиня. При платените плажове брегът е песъчлив, а на територията на един от тях е направен чист, недълбок басейн.
На същите места може да се кара скутер или катамаран. На брега е изграден аквапарк, строен по европейски стандарти. Организиран е яхтклуб, пострено е и Олимпийско селище за 3000 души. Планира се, в близко време, зоопаркът от центъра на Тбилиси да се пренесе край язовира.